# Pimiango
Pimiango es un lugar de la parroquia de Pimiango en el concejo de Ribadedeva, Principado de Asturias.
Cuenta con una población de 92 habitantes (43 mujeres y 49 varones) en 2019.
Destacan entre sus puntos de interés las pinturas rupestres de la cueva del Pindal, declarada en el año 2008 Patrimonio de la Humanidad de la Unesco, las ruinas del Monasterio de Tina y la ermita de san Emeterio. También son reseñables los restos de las antiguas minas de cobre de Tina.
En su núcleo principal de población, Pimiango alberga la plaza de Ángel Noriega, el palacio de El Pedroso, antigua casa fuerte de los Colombres, y la Iglesia de san Roque.
Desde el Mirador del Picu se divisa el Faro de san Emeterio, construido hace ya más de 150 años. Manuel Gestera realizó su construcción, adjudicada por 271 325 reales, siendo Manuel Noriega Laso, vecino de este pueblo, su primer torrero. Desde las inmediaciones del Mirador del Picu, se accede por un sendero a la cala más oriental de Asturias, la Playa del Regolgueru.

## Historia
En el Catastro del Marqués de la Ensenada, de 1753, de los cincuenta y un vecinos censados, treinta y dos eran zapateros, catorce eran labradores, y ninguno era marinero a pesar de la cercanía del mar. Los zapateros de Pimiango eran itinerantes, ejercían su oficio por Asturias, Cantabria, el País Vasco y el norte de Castilla
Entre los siglos XVI y XVII se produjo una galerna excepcional que desbarató toda la flota pesquera de Pimiango, muriendo ahogados todos sus tripulantes. Los supervivientes, mujeres en mayor número, hicieron la promesa de no volver a pescar en la mar. En lo sucesivo, los varones ejercerían el oficio de zapateros ambulantes para sostener la economía familiar, decisión propiciada además porque la familia Gutiérrez de Colombres, asentada en Pimiango, procedía de Noreña, tierra con tradición de zapateros.

Según relata  Amando Laso Madrid, en la publicación de El Oriente de Asturias de julio de 1997:
A mediados de este siglo XVI, les ocurrió a los vecinos, a los pescadores de Pimiango la gran tragedia, la gran desgracia, que había de cambiar totalmente su modo de vivir. Era un hermoso día de sol, con una gran bonanza en el mar, que aprovecharon estos pescadores para aprovisionarse. Y salieron al mar muy optimistas esperando llevar a cabo una pesca sonada. Nada hacía presagiar el brusco cambio de la mar que, en unos momentos, cambió radicalmente, revolviéndose una galerna, una borrasca temible. Los pescadores desprevenidos y a bastante distancia del puerto, no pudieron atravesar con sus débiles lanchas la boca de la barra, pereciendo la totalidad de los pescadores. 
Los supervivientes, ancianos, mujeres y niños, hicieron juramento solemne de no volver a pescar más. No volver más a la mar traidora. Juramento que cumplieron totalmente. Y ahora viene el grave problema que se les presentaba y que había que resolver urgentemente, porque, ¿de qué iban a vivir tantas familias faltándoles repentinamente la pesca, que era casi su único modo de subsistir?.
Una vez más intervienen los Colombres y les proponen una solución. Pero una solución bien distinta. Sabemos que la gran familia Gutiérrez de Colombres procede de la villa de Noreña. Sabemos también que en aquellos tiempos (últimos años del siglo XVI) ya funcionaba la famosa artesanía de los zapateros de Noreña, con gran desarrollo, trabajando en sus propias viviendas donde pasaban en total de dos centenares los varones que trabajaban en este oficio, siendo las mujeres las que transportaban a los mercados y vendían los artículos fabricados. La exposición verbal de los Colombres a las pobres familias de Pimiango fue aceptada inmediatamente y pronto, con los zapateros de El Palacio, de La Higar, etc., organizaron unos rápidos cursillos de lo más elemental, y al comenzar el siglo XVII ya salieron a la costera los primeros mansoleas, cada uno con su ayudante, mientras seguían enseñando a los siguientes. 
Fue importante para los zapateros de Pimiango, conocidos como  «mansoleas» (denominación que hoy en día reciben la totalidad de los habitantes de este lugar), la abundante presencia de encinas en esta zona, cuya corteza utilizaban para obtener los taninos con los que se puede curtir el cuero para la fabricación del calzado.

## El habla mansolea
Estos zapateros idearon un argot propio, denominado mansolea, para poder comunicarse sin ser entendidos por los extraños. Francisco García González, catedrático de la Universidad de Oviedo, publicó en 1975, en la revista de la Facultad de Filología Archivum un artículo titulado «El Mansolea, una jerga gremial del oriente de Asturias».
En el año 2008, el Ayuntamiento de Ribadedeva publicó el libro «El mansolea, una jerga gremial de los zapateros ambulantes de Pimiango» obra de Eugenio Campandegui García, sacerdote nacido en Pimiango en el año 1937 y fallecido en 2008 en Ribadesella, villa de la que fue párroco durante sus últimos quince años de vida.

## Candidatura a Pueblo Ejemplar
«Engaltros» (abrazos) es un término del habla mansolea que acompaña al nombre del pueblo en el diseño del logotipo realizado por Samuel Álvarez del Valle, conmemorativo de la candidatura a la vigésimo novena edición del Premio al Pueblo Ejemplar, y que hace alusión al espíritu acogedor de las gentes de Pimiango, «acostumbradas a despedir a los suyos, pero recibiéndolos siempre a su regreso con los brazos abiertos, lo mismo que a quienes decidan acercarse a conocer el pueblo y su patrimonio humano, cultural y paisajístico».
Tal como explicó su autor en la presentación del logotipo, el color predominante es el azul turquesa, el color del agua del mar. Dos referencias más al mansolea (zapatero) aparecen una en la «p» de Pimiango, con la suela de un zapato de hombre dibuajda dentro y otra en la «o» con la huella de un zapato de mujer. La Cueva del Pindal la vemos tanto en el color de la palabra «engaltros» como en el punto de la primera «i» que se dibuja con un corazón del elefante prehistórico. En la segunda «i» el brillo del faro.

## Fiestas
San Emeterio y san Celedonio, mártires (santu Medé), comienza su celebración el primer sábado de marzo, con la víspera de la procesión que se realiza el día siguiente, domingo, desde la iglesia parrroquial de san Roque hasta la ermita de Tina. Es una fiesta declarada de interés turístico del Principado de Asturias.
San Roque y la Sacramental, se celebra los días 16 y 17 de agosto.
Desde el año 2015, se viene celebrando también en el mes de agosto el paso de Carlos I de España y V del Sacro Imperio Romano Germánico por Ribadedeva, y su alojamiento en el Palacio del Pedroso el 28 de septiembre de 1517.

## Himno Mansolea
José Ramón González Fernández (1912-1995) fue un maestro nacional destinado en Pimiango que escribió un himno dedicado al equipo local de fútbol, himno que ha sido adoptado en la actualidad como símbolo representativo de la localidad, cantándose habitualmente en las celebraciones. Arriba Mansolea